# Johan Clarey
Johan Clarey (Annecy, 8 januari 1981) is een Frans alpineskiër. Hij nam viermaal deel aan de Olympische Winterspelen. In Beijing 2022 haalde hij zilver op de afdaling. Clarey haalde zijn meest opmerkelijke resultaten in de nadagen van zijn carrière, als veertigplusser. 

## Carrière
Clarey maakte zijn wereldbekerdebuut in november 2003 tijdens de afdaling in Lake Louise. Op 19 december 2009 skiede Clarey naar een eerste podiumplaats in een wereldbekerwedstrijd op de afdaling in Val Gardena. Hij won nog geen wereldbekerwedstrijd.
Tijdens de Olympische Winterspelen 2010 nam Clarey deel aan de combinatie en de afdaling. Op de combinatie haalde hij de finish niet, op de afdaling eindigde hij 27e. In 2011 eindigde Clarey 8e in de afdaling op de Wereldkampioenschappen alpineskiën 2011.

## Resultaten

### Wereldkampioenschappen
| Jaar | Plaats                 | Resultaten               |
| ---- | ---------------------- | ------------------------ |
| 2011 | Garmisch-Partenkirchen | 8e Afdaling              |
| 2015 | Vail/Beaver Creek      | 16e Afdaling 30e Super G |
| 2017 | Sankt Moritz           | DNF1 Afdaling            |
| 2019 | Åre                    | Super G · 17e Afdaling   |

### Olympische Spelen
| Jaar | Plaats      | Resultaten                   |
| ---- | ----------- | ---------------------------- |
| 2010 | Vancouver   | 27e Afdaling DNF1 Combinatie |
| 2014 | Sotsji      | 19e Super G DNF1 Afdaling    |
| 2018 | Pyeongchang | 18e Afdaling                 |

### Wereldbeker

#### Eindklasseringen
| Seizoen   | Algm | AD  | SG  | SC  |
| --------- | ---- | --- | --- | --- |
| 2003/2004 | 140e | 54e | -   | -   |
| 2006/2007 | 86e  | 33e | -   | 38e |
| 2007/2008 | 78e  | 30e | -   | 41e |
| 2008/2009 | 92e  | 31e | -   | -   |
| 2009/2010 | 61e  | 19e | -   | 37e |
| 2010/2011 | 56e  | 19e | 48e | -   |
| 2011/2012 | 29e  | 10e | 31e | -   |
| 2012/2013 | 23e  | 12e | 12e | -   |
| 2013/2014 | 25e  | 7e  | 25e | -   |
| 2014/2015 | 32e  | 16e | 23e | -   |
| 2015/2016 | 37e  | 15e | 41e | -   |
| 2016/2017 | 52e  | 17e | 50e | -   |
| 2017/2018 | 54e  | 18e | -   | -   |
| 2018/2019 | 19e  | 8e  | 8e  | -   |
| 2019/2020 | 19e  | 7e  | 15e | -   |